# Cylindrammina
Cylindrammina es un género de foraminífero bentónico de la subfamilia Astrorhizinae, de la familia Astrorhizidae, de la superfamilia Astrorhizoidea, del suborden Astrorhizina y del orden Astrorhizida. Su especie-tipo es Cylindrammina stolonofera. Su rango cronoestratigráfico abarca el Emsiense (Devónico inferior).

## Discusión
Clasificaciones previas incluían Cylindrammina en el suborden Textulariina y en el orden Textulariida

## Clasificación
Cylindrammina incluye a las siguientes especies:
- Cylindrammina stolonofera